# McDonald's All-American Team
McDonald's All-American Team is een basketbalteam dat jaarlijks in de Verenigde Staten worden samengesteld uit de beste jongens en meisjes uit de oostelijke en westelijke divisies van het highschoolbasketball. 
Na afloop van het highschoolbasketbalseizoen spelen de spelers van het McDonald's All-American team dan een demonstratiewedstrijd tegen elkaar in een soort voorganger van de All-Star Game zoals die gespeeld wordt in de National Basketball Association (NBA).
In 2006 werden deze wedstrijden gehouden op 27 maart. 
Het team wordt gesponsord door de restaurantketen McDonald's. 